# Габсбург, Габриэла фон
 Габриэла фон Габсбург (официально Габриэла Австрийская)(англ. Gabriela von Habsburg; род. 10 октября 1956, Люксембург, Люксембург) — австрийская эрцгерцогиня (неофициально) из ветви Австрийских-Эсте, венгерской ветви Габсбург-Лотарингских, дочь главы Габсбург-Лотаринского дома Отто и принцессы Регины Саксен-Мейнингенской; скульптор, общественный деятель, посол Грузии в Германии с 2009 по 2013 год.

## Биография
Габриэла фон Австро-Венгрия родилась 14 октября 1956 года в городе Люксембург в семье титулярного императора Австрии, короля Венгрии, Хорватии, Богемии, Галиции и Волыни Отто Австрийского и его жены Регины Саксен-Мейнингенской. Старшая сестра Карла и Георга Австрийских.
Четвёртый ребёнок в семье, всего в семье было 7 детей. Полное имя Габриэла Мария Шарлотта Фелисия Элизабета Антония; согласно свидетельству о рождении её фамилия — «Австрийская».
Росла в изгнании (Австрия лишила Габсбург-Лотарингских гражданства) на Вилле Австрия в городе Пеккинг, Бавария. После окончания школы в 1976 году изучала философию в течение двух лет в Людвиг-Максимилианском университете Мюнхена. С 1978 по 1982 год изучала искусство и архитектуру в Мюнхенской академии искусств.
С 2001 года профессор искусств в Государственной академии художеств в Тбилиси (Грузия), также преподавала в Летней академии искусств в Нойбург-ан-дер-Донау, Германия.
В 2007 году вступила в гражданство Грузии. В ноябре 2009 года президент Михаил Саакашвили назначил её послом Грузии в Германии. С марта 2010 года Габриэла фон Австрийская представляла Грузию в Международном совете Австрийской службы за границей.
Освобождена от должности посла Грузии в январе 2013 года, после смены правительства в стране в октябре 2012 года.

## Cемья
5 сентября 1978 года вступила в брак с немецким адвокатом Кристианом Мейстером (род. 1954). Габриэла была единственной из 7 детей Отто фон Габсбурга, которая вышла замуж за человека, который не имел ни титула, ни аристократического происхождения. Супруги развелись в 1997 году.
Имеет троих детей и двух внуков:
- Северин Мейстер (род. 9 января 1981), в 2018 году женился на Марии Кристине Луна Лойе (род. 1989) У супругов есть дочь.[13]
- Люба Мейстер (род. 20 августа 1983), вышла замуж за Алистара Хейворда (род. 1982), 13 июля 2013 года[14]. У них родилось 3 детей.
- Алена Мейстер (род. 7 сентября 1986), в 2017 году вышла замуж за Карла-Александра фон Тротт цу Зольца (род. 1983). У них родилось 3 детей.